# 2008년 동태평양 허리케인
2008년 동태평양 허리케인 (2008 Pacific hurricane season)은 북동태평양과 북중태평양에서 2008년에 발생한 허리케인들의 활동에 대해 기록한 문서이다. 동태평양 허리케인은 주로 5월 15일부터 11월 30일 사이에 발생한다. 2008년 5월 29일 제1호 열대폭풍 알마를 시작으로, 2008년 동안 19개의 열대저기압, 17개의 열대폭풍, 7개의 허리케인, 2개의 메이저 허리케인이 발생하였다.

## 같이 보기
- 2008년 태풍
- 2008년 북대서양 허리케인
- 2008년 북인도양 사이클론